# Kanton Thorens-Glières
Kanton Thorens-Glières is een voormalig kanton van het Franse departement Haute-Savoie. Het kanton maakte deel uit van het arrondissement Annecy tot het op 22 maart 2015 werd opgeheven en de gemeenten werden opgenomen in het aangrenzende kanton Annecy-le-Vieux.

## Gemeenten
Het kanton Thorens-Glières omvatte de volgende gemeenten:
- Aviernoz
- Évires
- Groisy
- Les Ollières
- Thorens-Glières (hoofdplaats)
- Villaz